# Lasersvetsning

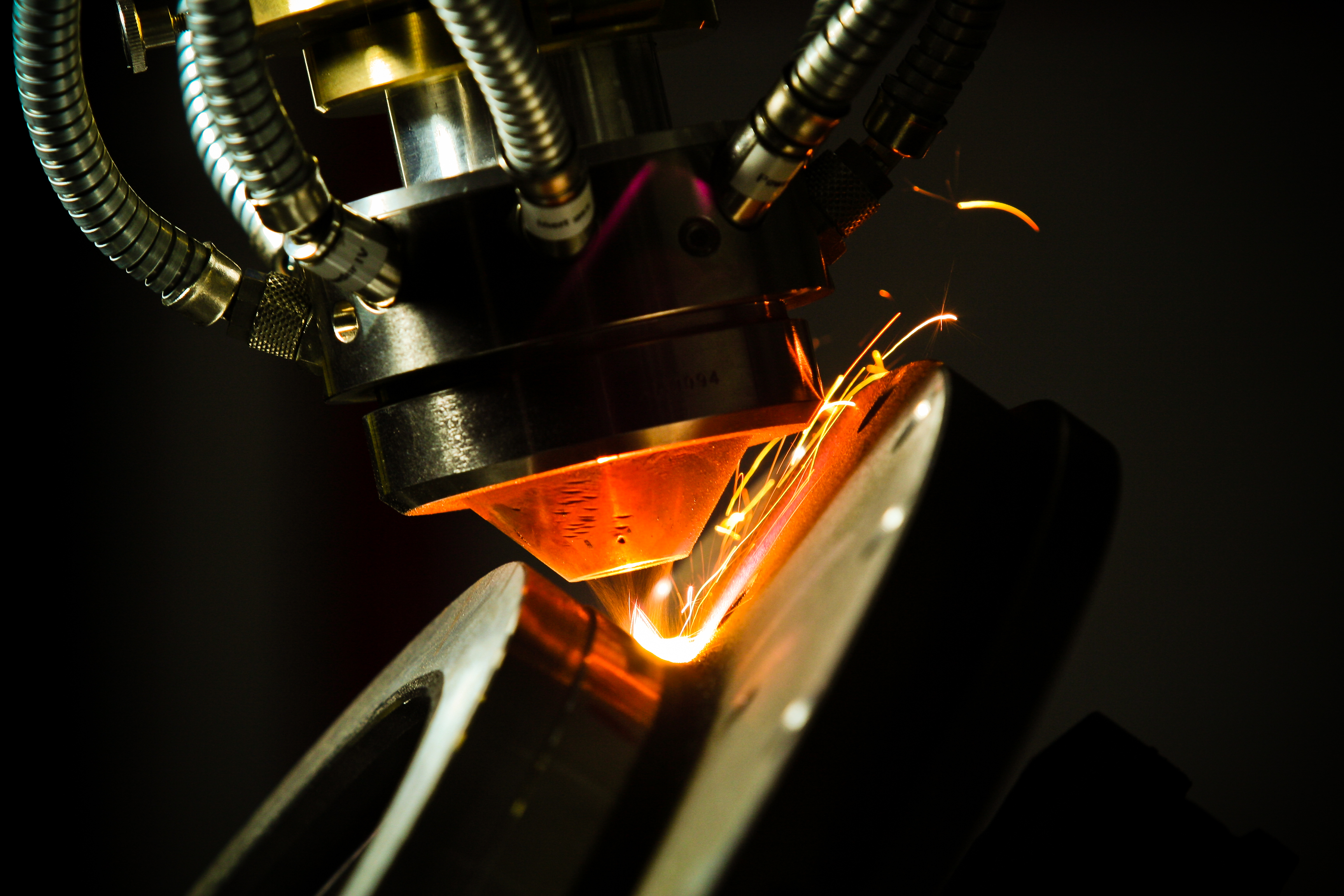
Lasersvetsning.

Lasersvetsning är en svetsmetod där man med hjälp av laser svetsar samman detaljer.
Lasersvetsning sker med en laserstråle som bara medför lokal uppvärmning och som går så fort att detaljen är ihopsvetsad innan värmen från svetsen har spridit sig till det omgivande materialet. Detta gör att värmepåverkan och deformationstendenser hålls på ett minimum. Bearbetningshastigheten är dessutom oftast mångfalt högre än vid konventionell svetsning.
Man kan också svetsa samman material som tidigare varit svåra att förena, till exempel aluminium och koppar. Tunna folier kan fästas på tjocka ämnen, svetsfogar kan placeras där inget konventionellt svetsmunstycke kan nå och framför allt kan man bibehålla ytterst fina toleranser. Svetsfogarna kan vara överlapps- eller stumsvetsar med reglerbart svetsdjup på allt från 0,1 till mer än 10 mm. 